# Ingibjörg Sigurðardóttir
Ingibjörg Sigurðardóttir (* 7. Oktober 1997 in Grindavík) ist eine isländische Fußballspielerin. Seit 2017 ist sie A-Nationalspielerin.

## Karriere

### Vereine
Ingibjörg Sigurðardóttir wuchs in Grindavík im Südwesten Islands auf und schloss sich in jungen Jahren dem lokalen Verein UMF Grindavík an. Sie galt schon in ihrer Jugend als großes Talent. Am 17. August 2011, als sie erst 13 Jahre alt war, spielte sie gegen Þróttur Reykjavík bereits ihr erstes Meisterschaftsspiel in der höchsten isländischen Liga für Frauen, der Pepsideild kvenna.
2012 wechselte sie im Alter von 14 Jahren zum Konkurrenten Breiðablik Kópavogur, dem Rekordmeister im isländischen Frauenfußball. Hier spielte sie zunächst in der A- und B-Jugend des Vereins. Ende August 2012 spielte sie erstmals in der ersten Mannschaft von Breiðablik. Noch bis 2016 spielte sie abwechselnd in der Jugend und im ersten Frauenteam, danach ausschließlich für die Pepsideild-Elf von Breiðablik. Im Dezember 2017 gab Ingibjörg bekannt, ab der Saison 2018 für den schwedischen Verein Djurgården Damfotboll anzutreten. Nach zwei Jahren in Schweden wechselte sie im Januar 2020 zu Vålerenga Oslo. Mit dem norwegischen Team bestritt sie die Qualifikation der UEFA Women’s Champions League 2020/21. In der zweiten Runde des Wettbewerbs erzielte sie beim 7:0-Sieg gegen den litauischen Meister Gintra Universitetas ihr erstes Tor auf europäischer Vereinsebene. Am 6. Dezember 2020 feierte sie mit Vålerenga nach einem 4:0-Sieg gegen Arna-Bjørnar den ersten Meistertitel des Vereins. In der Qualifikation für die Gruppenphase der UEFA Women’s Champions League 2021/22 scheiterte sie mit Vålerenga in der zweiten Runde an BK Häcken. Nach drei Spielzeiten verließ sie den Verein und begab sich nach Deutschland; sie wurde vom Bundesligisten MSV Duisburg verpflichtet. Ihr Pflichtspieldebüt für ihren neuen Verein gab sie am 28. Januar 2024 (11. Spieltag) bei der 1:2-Niederlage im Bundesligaheimspiel gegen den Aufsteiger 1. FC Nürnberg über 90 Minuten. Infolge des Abstiegs des MSV und des Rückzugs aus dem Profifußball im Sommer 2024 wurden die Verträge der Spielerinnen aufgelöst.  Als Reaktion auf die Vertragsauflösung schloss sie sich in der Folgesaison dem dänischen Erstligisten Bröndby IF an. Im August 2025 schloss sie sich dem SC Freiburg an.

### Nationalmannschaft
Schon im Alter von 14 Jahren wurde Ingibjörg in das isländische U-17-Team berufen, das an einem Qualifikationsturnier für die U-17-Fußball-Europameisterschaft der Frauen 2012 in Belgien teilnahm. Ihr erstes Spiel für die U17 absolvierte sie am 18. April 2012 in Poperinge gegen das belgische Gastgeberteam. Island gewann 3:1, konnte sich aber für die EM nicht qualifizieren. Auch an den in Moldawien und Rumänien ausgetragenen Qualifikationsturnieren für die U-17-Fußball-Europameisterschaft der Frauen 2014 nahm Ingibjörg mit der isländischen U17 teil. Die Qualifikation für die EM gelang wiederum nicht. Ihre ersten Einsätze für Islands U 19 datieren vom März 2014, als ihr Team zwei Freundschaftsspiele in Finnland austrug.
Ingibjörg bestritt ihr erstes A-Länderspiel am 8. Juni 2017; beim 0:0 auswärts gegen Irland spielte sie 90 Minuten durch. Ingibjörg gehörte kurz darauf als zweitjüngstes Mitglied dem Kader der isländischen A-Nationalmannschaft bei der EM der Frauen in den Niederlanden an. In den Gruppenspielen gegen Frankreich und die Schweiz stand die zu diesem Zeitpunkt 19-Jährige jeweils in der Startelf.
In der anschließenden Qualifikation für die WM 2019 verpasste sie keine Minute. Die Isländerinnen konnten zwar erstmals ein Spiel gegen Deutschland gewinnen, durch zwei Remis gegen Tschechien waren sie aber nur fünftbester Gruppenzweiter und damit nicht qualifiziert.
In der Qualifikation für die EM 2022 kam sie in sieben von acht Spielen zum Einsatz und qualifizierte sich mit ihrer Mannschaft als einer der drei besten Gruppenzweiten für die EM-Endrunde. In den ersten sechs Spielen der Qualifikation für die WM 2023 kam sie dreimal zum Einsatz.
Am 11. Juni 2022 wurde sie für die EM-Endrunde nominiert. Bei der EM kam sie nur im letzten Gruppenspiel gegen Frankreich zum Einsatz, das wie die beiden vorherigen 1:1 endete. Durch die drei Remis schieden die Isländerinnen als Gruppendritte aus.
Sie stand auch bei den letzten beiden Gruppen-Spielen in der Qualifikation für die WM 2023 in der Startelf. Nach einem 6:0-Sieg gegen Belarus kam es am letzten Spieltag in Utrecht zum Finale um den Gruppensieg gegen die Niederlande, wobei den Isländerinnen ein Remis gereicht hätte. Bis zur 3. Minute der Nachspielzeit hielten sie ihr Tor sauber, dann mussten sie das einzige Tor des Spiels hinnehmen, wodurch sich die Niederländerinnen qualifizierten und die Isländerinnen in die Play-offs gegen Portugal mussten. Durch eine 1:4-Niederlage nach Verlängerung, bei der sie nach dem 1:3 ausgewechselt wurde, verpassten sie endgültig die WM-Endrunde.
Am 13. Juni 2025 wurde sie für die EM-Endrunde 2025 nominiert. Sie kam bei den drei Niederlagen ihrer Mannschaft zum Einsatz, nach denen die Isländerinnen ausschieden.

## Erfolge
- Isländische Meisterin 2015 (mit Breiðablik Kópavogur)
- Isländische Pokalsiegerin 2013, 2016 (mit Breiðablik Kópavogur)
- Isländische Superpokalsiegerin  2014, 2016, 2017 (mit Breiðablik Kópavogur)
- Norwegische Meisterin 2020 (mit Vålerenga Oslo)
- Norwegische Pokalsiegerin 2020, 2021  (mit Vålerenga Oslo)